# Las mil y una
Las mil y una es una película coproducción de Argentina y Alemania filmada en colores dirigida por Clarisa Navas sobre su propio guion que se estrenó el 3 de diciembre de 2020 y que tuvo como actores principales a Sofía Cabrera, Ana Carolina García y  Mauricio Vila.

## Producción
El título de la película remite al lugar de filmación, un barrio de la provincia de Corrientes llamado “Las mil viviendas”, que, proyectado a fines de la década de 1970 para familias de clase media, acabó como una tierra de nadie rodeado de dificultades económicas y sociales. El elenco está compuesto por jóvenes actrices y actores, en parte naturales que, como la directora, pertenecen a esta localidad.

## Sinopsis
Iris conoce a Renata, una joven que después de haber sido expulsada de la escuela pasa su tiempo deambulando por un vecindario en decadencia y con la compañía de dos primos, uno de ellos abiertamente homosexual. Nace una atracción y una historia llena de ternura en un entorno muy hostil.

## Reparto
Colaboraron en el filme los siguientes intérpretes:
- Sofía Cabrera	...	Iris
- Ana Carolina García	...	Renata
- Mauricio Vila	...	Darío
- Luis Molina	...	Ale
- Marianela Iglesia	...	Susi
- Pilar Rebull Cubells	...	Romi
- Amanda Victoria Cussigh	...	Dulce
- Leo Espíndola	...	Ramiro
- Facundo Ledesma	...	Pablo
- Rosa Melgarejo	...	Tía Claudia
- Martha Beatriz Barboza	...	Tía Tere
- Gustavo Bravo	...	Hormiga
- Florencia Castillo	...	Samanta

## Comentarios
Ola Salwa opinó:

”A través del paso del tiempo y la ausencia de una estructura narrativa rígida, la cineasta logra crear un vínculo entre el público y los personajes, lo que nos permite sumergirnos en sus rutinas diarias. Las vidas de estos jóvenes parecen ir a la deriva, sin una meta concreta, al igual que las de todo el mundo… cinta muy sensual, con un mensaje social sutil pero contundente. Los viejos conceptos que dividían a las personas en grupos (como heterosexuales, homosexuales, lesbianas o incluso “zorras”) están obsoletos....la libertad absoluta y sin restricciones también puede plantear serios problemas cuando un adolescente trata de buscar su propia identidad...los adolescentes representan a la sociedad argentina, con la ausencia destacada de los padres, que podrían ser una metáfora de las "viejas costumbres"...(la película) podría haberse beneficiado de algunos cortes...

Viviana Bravo escribió:

”El filme habla del territorio, en este caso de espacios y cuerpos marginales ubicados fuera de lo normativo…logra… cruzar distintos tipos de marginalidades y proponer relaciones alternativas, tanto de tipo estético como respecto a los lazos heteronormativos. Nos hace transitar por territorios que constituyen cuerpos impregnados por vivir el ser disidente en un espacio hostil y, moviéndose entre estos territorios, plantea un relato que complejiza la manera en que podemos entender los vínculos con lo carnal y lo social.

## Premios
La película recibió los siguientes premios:
| AADA - Asociación Argentina de Directores de Arte Audiovisuales | Mejor Dirección de Arte de Película Argentina de todas las competencias    |
| ARGENTORES - Sociedad General de Autores de la Argentina        | Mejor Guion de Película Argentina de todas las competencias (compartido)   |
| DAC - Directores Argentinos Cinematográficos                    | Mejor Director/a Argentino/a de todas las Competencias                     |
| FEISAL - Federación de Escuelas de Cine de América Latina       | Mejor Película realizada por Director/a Latinoamericano/a de hasta 35 años |
| 32° edición del festival CinélatinoRencontres de Toulouse       |                                                                            |
| Mención especial del jurado                                     |                                                                            |
| Festival Internacional de Cine de San Sebastián 2020            |                                                                            |
| Mención especial del jurado del premio “Horizontes”             |                                                                            |